# Dorsale peloritana

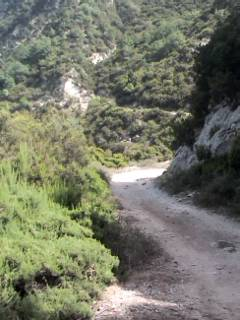
La Dorsale Peloritana costeggia la base di Pizzo di Vernà

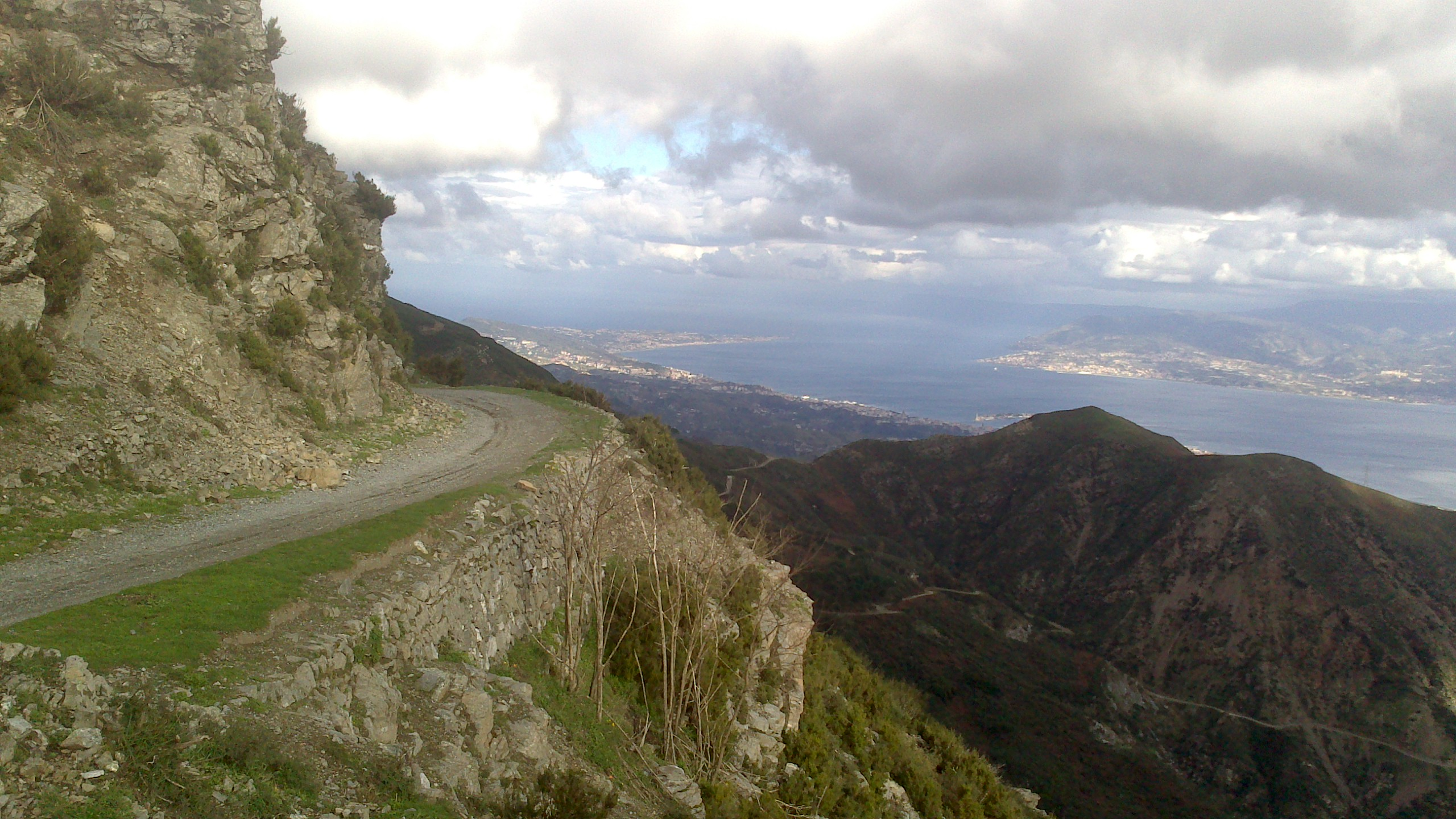
la Dorsale Peloritana si affaccia nello Stretto di Messina, nei pressi di monte Dinnamare

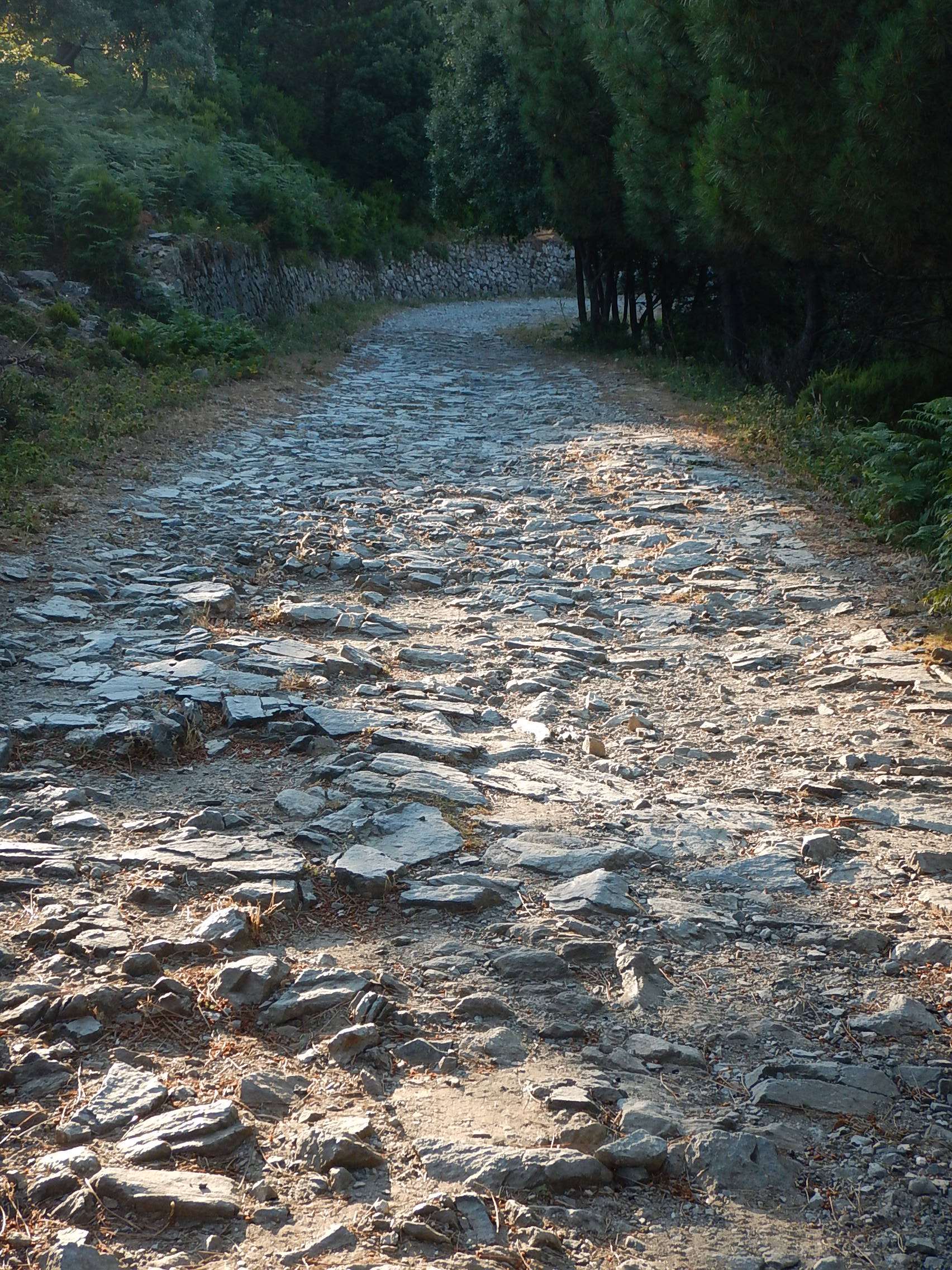
tratto con pavimentazione in pietra della dorsale peloritana

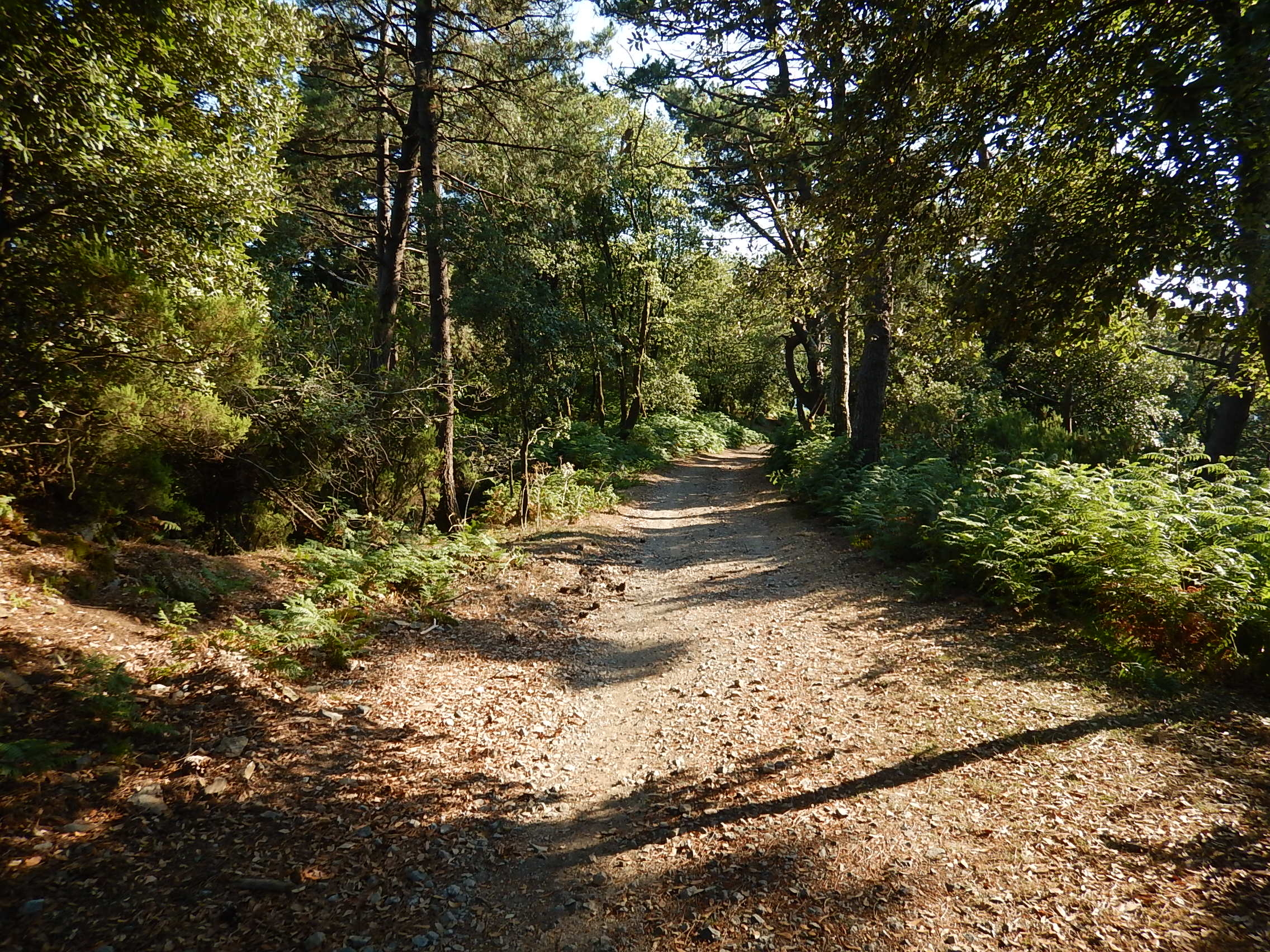
tratto alberato

La dorsale peloritana è un antico percorso di comunicazione terrestre la cui direttrice di marcia era nota in passato come la Strada militare. Il tracciato di tale strada utilizza e mette in comunicazione i due valichi dei Peloritani detti Portella San Rizzo (Messina) e Portella Mandrazzi (Novara di Sicilia), per un totale di circa 70 km.

## Descrizione
È probabile che la strada sia stata utilizzata anche in epoca romana e nel medioevo sia per motivi strategici che per le comunicazioni interne. Nei tempi in cui non esistevano ancora automobili o ferrovie, infatti, si cercava il percorso naturale più breve ed agevole per tracciare le strade di comunicazione e questa lo era per raggiungere da Santa Lucia del Mela, Castroreale o da altri comuni limitrofi siti sulla costa tirrenica, i comuni della zona ionica.
Con l'avvento del Regno d'Italia fu chiusa al normale traffico viario e utilizzata per fini militari. Una nutrita serie di fortificazioni militari, nel periodo tra 1884 e 1902 (dette anche Forti Umbertini o Batterie) vi furono costruite per la posizione strategica costituendo il sistema difensivo dello Stretto di Messina e la difesa del fronte di terra da eventuali sbarchi nemici sulla Piana di Milazzo (sulla costa tirrenica). L'area e la strada, quindi,  per moltissimo tempo furono soggette a servitù militare e quindi precluse ai civili.
Oggi prende il nome di strada provinciale 50/bis.
Tra le cime più importanti ci sono il Monte Dinnammare (1127 m s.l.m.); il Pizzo di Vernà (1286 ms.l.m.), mantellato di Erica arborea, flora tipica della macchia mediterranea del luogo. Da questa cima nasce il torrente Mela, valutato sito di interesse comunitario (SIC) per la presenza di Woodwardia radicans, una felce rarissima che cresce solo nelle regioni mediterranee; vi è poi il Pizzo della Croce (1214 m s.l.m.); Montagna Grande (1374 m s.l.m.); Rocca Novara (1340 m s.l.m.); e Portella Mandrazzi (1125 m s.l.m.).
Dalla Dorsale peloritana, si dipartono numerosi sentieri, mulattiere, sterrate di vario tipo, che la collegano a numerosi comuni quali Mandanici, Itala, Fiumedinisi, Santa Lucia del Mela, Castroreale, Antillo, Fondachelli-Fantina ed altri.
Pur non essendo un itinerario solito tra gli amanti dell'escursionismo ha un fascino che per molti versi ricorda le Ande peruviane. Si susseguono picchi, crinali, fenditure, burroni, gole profonde e inaccessibili entro le quali precipitano sui due versanti gli innumerevoli corsi d'acqua che a valle si aprono, poi, in ampie fiumare. 
Varie zone del percorso attraversano un'opera di rimboschimento da parte del Demanio Forestale, dopo secoli di disboscamento selvaggio delle foreste autoctone. Sul tratto di 'Antennammare, si può ammirare il panorama dalla Calabria, con la vista sui mari Ionio e Tirreno e, nel contempo, le isole Eolie e l'Etna.